# 藤村琉士
藤村 琉士（ふじむら りゅうじ、1998年10月3日 - ）は、日本出身のラグビーユニオン選手。2025年現在ジャパンラグビーリーグワンに参戦する浦安D-Rocksに所属している。

## プロフィール
- 京都府京都市出身[1]。
- ポジションはフッカー(HO)。
- 身長 174 cm、体重 102 kg

## 略歴
小学6年生からラグビーを始めた。
2017年、京都成章高校卒業後、日本大学に入学。
2020年、日本大学ラグビー部の主将に就任。
2021年、日本大学卒業後、NTTコミュニケーションズシャイニングアークスに加入。
2022年1月15日に行われたJAPAN RUGBY LEAGUE ONE第2節クボタスピアーズ船橋・東京ベイ戦にて先発出場で公式戦初出場を果たした。同年7月、NTT再編に伴う新チーム浦安D-Rocks選手スコッドに選ばれた。